# 霍斯金斯峰
67°46′S 67°36′W / 67.767°S 67.600°W
霍斯金斯峰（英語：Hoskins Peak）是南極洲的山峰，位於普爾夸帕島南部，處於孔塔克特峰以西6公里，英國研究隊根據測量繪入地圖，以地質學家命名，現時由南極條約體系管理。